# 埃娃·克沃布科夫斯卡
埃娃·克沃布科夫斯卡（波蘭語：Ewa Kłobukowska，1946年10月1日—），波兰女子田径运动员。她曾代表波兰参加1964年夏季奥林匹克运动会田径比赛，获得女子4×100米接力金牌和女子100米铜牌。克沃布科夫斯卡創下了三項世界紀錄，一項是100米（1965年7月9日，在布拉格跑出11.1秒），兩項是4×100米接力（1964年9月13日，在羅茲跑出44.2秒，以及1964年10月21日，在東京跑出43.6秒）。克沃布科夫斯卡曾被認為是當時世界上最快的女人。美國媒體甚至表示，在布拉格的一場比賽之後，沒有人能在接下來的7到8年內擊敗克沃布科夫斯卡。儘管取得了這些成功，她的紀錄在1967年經國際田徑聯合會進行性別鑑定測試後被取消，該測試錯誤地判定她不是女性。後來證實這些測試程序是不充分的。

## 個人生活
克沃布科夫斯卡出生於一個知識分子家庭。1965年，她畢業於第六技術經濟學校，1972年畢業於華沙經濟學院。她曾在一家位於格丁尼亚，名為北方能源安裝公司的鋼鐵建設公司工作，隨後在捷克斯洛伐克的一家波蘭公司擔任會計。1968年，她懷孕並生下一個兒子。
1967年，在基輔舉行的歐洲盃女子田徑比賽中，她接受了性別鑑定測試，但該測試錯誤地認定她不是女性，因此克沃布科夫斯卡被禁止參加職業體育賽事。這一結果讓人感到意外，因為她在一年前已經通過了解剖学上的性別鑑定。根據國際田徑聯合會的說法，她「多了一條染色体」，這可能是指在她的一些細胞中檢測到Y染色體。然而，如果她在一年後的墨西哥奧運會上接受測試，她將因為她所有的細胞中都顯示出巴爾小體而被認定為合格。這次的羞辱導致國際奧委會改變了性別鑑定政策，從此以後測試結果都被保密。
國際田徑聯合會刪除了克沃布科夫斯卡創下的三項世界紀錄，包括4×100米接力的兩項團隊紀錄。至今，由於她的成就被抹去，關於克沃布科夫斯卡的文章非常稀少。由於這場爭議，她很少出現在公眾視野中，這是因為它對她的心理健康造成了巨大傷害，幾乎導致她自殺。截至2017年，她仍未收到任何正式道歉。

## 波兰复兴勋章
- 1998年，騎士十字級[17]
- 2011年，軍官十字級[18]
- 2021年，指揮官十字級[19]